# Kali hypochlorit
Kali hypoclorit (công thức hóa học: KClO) là một muối kali của axit hypoclorơ, được sử dụng với những nồng độ khác nhau, thường pha loãng trong dung dịch nước, có màu xám nhạt và mùi khí clo mạnh. Có thể được dùng làm chất tẩy uế.

## Điều chế
Kali hypoclorit được tạo ra từ phản ứng của clo với dung dịch kali hydroxide:
Cl2 + 2KOH → KCl + KClO + H2O
Đây là phương pháp điều chế truyền thống, thí nghiệm đầu tiên được thực hiện bởi Claude Louis Berthollet năm 1789.
Phương pháp điều chế khác là điện phân dung dịch kali chloride. Với cả hai phương pháp, hỗn hợp phải được giữ lạnh để ngăn sự hình thành kali clorat trong quá trình phản ứng. 

## Sử dụng
Kali hypoclorit được sử dụng để khử trùng bề mặt cũng như tẩy trùng nước uống. Việc sử dụng hợp chất này đã được đẩy mạnh trong nông nghiệp, canh tác, vì việc bổ sung kali vào đất là một điều rất quan trọng và thiết yếu.

## Lịch sử
Kali hypoclorit lần đầu được tạo ra năm 1789 bởi Claude Louis Berthollet trong phòng thí nghiệm của ông ở Javel, Paris, Pháp, bằng cách cho khí clo đi qua dung dịch kali hydroxide. Chất lỏng được tạo ra, gọi là "Eau de Javel" ("nước Javel"), là một dung dịch yếu của kali hypoclorit. Do khó khăn về việc tạo sản phẩm phản ứng cũng như chi phí, sau này người ta thường dùng natri thay thế kali, làm tăng natri hipoclorit, ngày nay sử dụng rộng rãi làm chất tẩy.

## An toàn và độc tính
Giống như natri hypoclorit, kali hypoclorit là một chất gây kích ứng. Có thể gây ra tác hại nghiêm trọng khi tiếp xúc với da, mắt và niêm mạc. Ngoài ra, việc hít khí mùi của kali hypoclorit có thể gây kích ứng phế quản, khó thở, và trong các trường hợp nặng phù phổi. Thậm chí có thể gây tử vong nếu lỡ nuốt vào với nồng độ cao.